# Editha und die Hirschkuh
|  | Dieser Artikel oder Abschnitt wurde wegen inhaltlicher Mängel auf der Qualitätssicherungsseite des Projekts Germanen eingetragen. Dies geschieht, um die Qualität der Artikel aus diesem Themengebiet auf ein akzeptables Niveau zu bringen. Bitte hilf mit, die Mängel dieses Artikels zu beseitigen, und beteilige dich an der Diskussion! |

Die Sage von Editha und der Hirschkuh spielt zu Zeiten Ottos des Großen in Magdeburg, als sich seine Gemahlin Königin Editha in der Königspfalz aufhielt. Die Sage zeigt, wie selbst die Tiere des Waldes Zutrauen zu der milden und frommen Frau hatten.

## Die Sage
Eines Nachtens als die Königin ohne ihren Gemahlen in Magdeburg weilte, war ein lautes Pochen von der Tür des königlichen Gehöfts zu hören. Die Königin, die das Pochen hörte, entsandte einen Diener zur Tür, um nach dem Begehren des Pochenden zu forschen. Durch die geöffnete Tür kam eine ungezähmte Hirschkuh herein und lief furchtlos bis in das Gemach der Königin. In diesem ließ es sich vor der Königin nieder und sah sie an, als ob sie ihr ein ihr zugestoßenes Unglück erzählen wollte.
Die Königin merkte am flehentlichen Blick, dass ein Schmerz die Hirschkuh quälte. Die Königin ließ einen ihrer Jäger zu sich rufen, der der Hirschkuh folgen sollte, egal wohin der Weg auch führte. Daraufhin sprang die Hirschkuh auf und lief dem Jäger voraus in Richtung Elbe. Der Weg führte über die Elbe in ein Gehölz auf der anderen Seite. Tief im Gehölz fand der Jäger das Junge der Hirschkuh, welches von einer Schlinge gefangen war. Der Jäger befreite das Junge aus der Falle und die Hirschkuh und ihr Junges sprangen froh in den Wald hinein.

## Einzelnachweis
1. 1 2  Fr. Hüßle: Sagen der Stadt Magdeburg. Albert Rathke's Verlag, 1895.